# Carduelinae
Carduelinae es una subfamilia de aves paseriformes perteneciente a la familia Fringillidae. Es la mayor de las tres subfamilias de fringílidos, las demás subfamilias son Fringillinae y Euphoniinae. La mayoría de los miembros de la subfamilia son pájaros comedores de semillas especializados, y a diferencia de la mayoría de los paseriformes, también alimentan a sus polluelos principalmente con semillas, que les dan regurgitadas. Por lo demás, solo se diferencian del resto de fringílidos en detalles menores de sus cráneos. Están adaptados a abrir semillas y agarrarse a los tallos para alcanzarlas, a diferencia de otros pájaros granívoros que principalmente recogen del suelo las semillas caídas, como los gorriones y los escribanos. Algunos miembros de esta subfamilia están especializados incluso en tipos de semillas especialmente difícil de consumir, como los piñones, como es el caso de los piquituertos. Los carduelinos suelen alimentarse en bandadas durante todo el año, en lugar de establecer territorios, y los machos defienden a sus hembras en lugar de un territorio o el nido.
El nombre de la familia, Carduelinae fue propuesto por el zoólogo irlandés Nicholas Aylward Vigors en 1825. Carduelinae deriva de carduelis, el latino de uno de sus integrantes, el jilguero europeo (Carduelis carduelis).
La antigua familia Drepanididae, que posteriormente fue la subfamilia Drepanidinae, en la actualidad se integra dentro de la subfamilia Carduelinae. Muchos de estos pájaros polinésios, a diferencia del resto de la subfamilia, han adaptado su pico a la dieta nectarívora.

## Filogenia

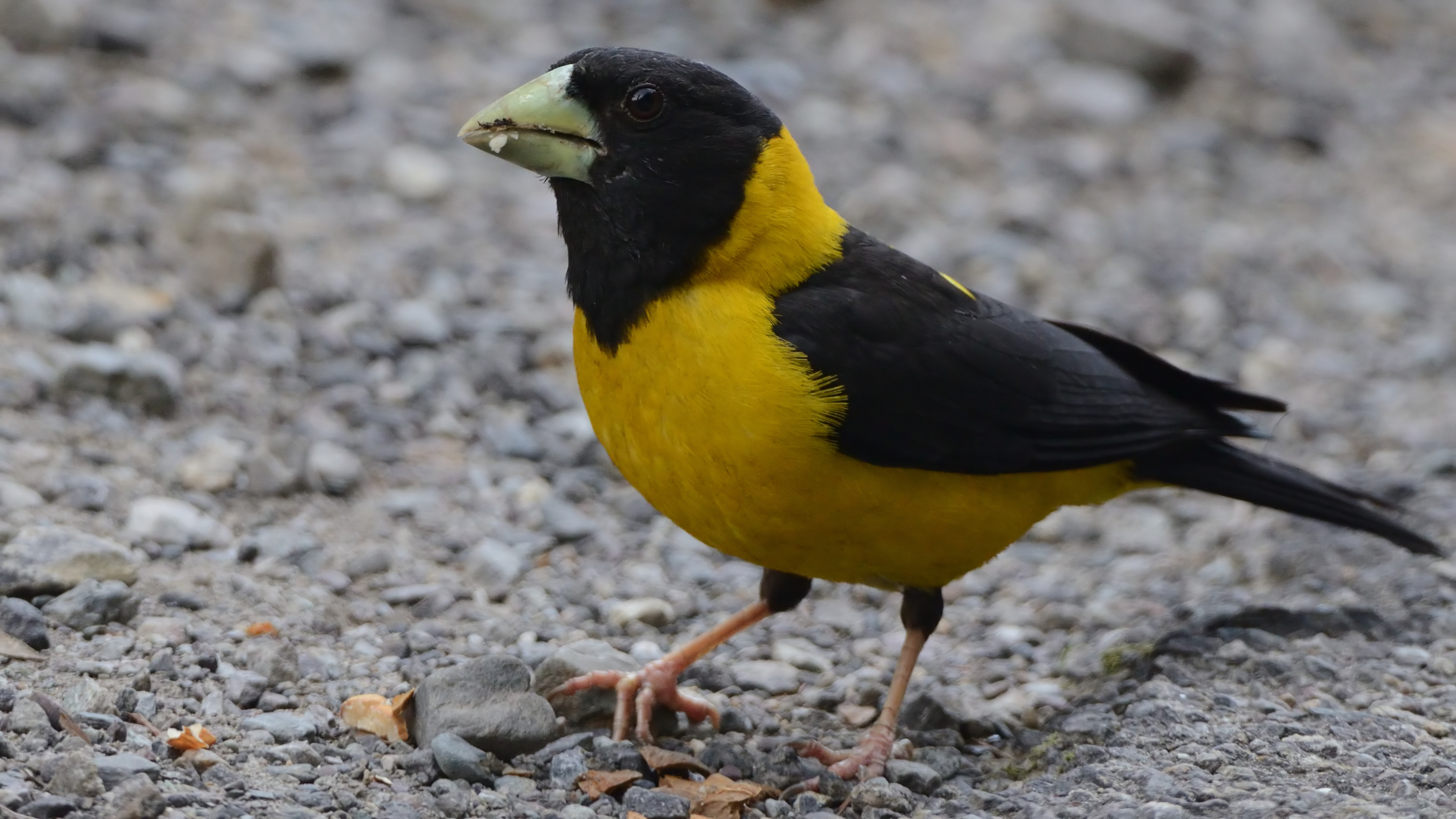
Mycerobas icterioides.

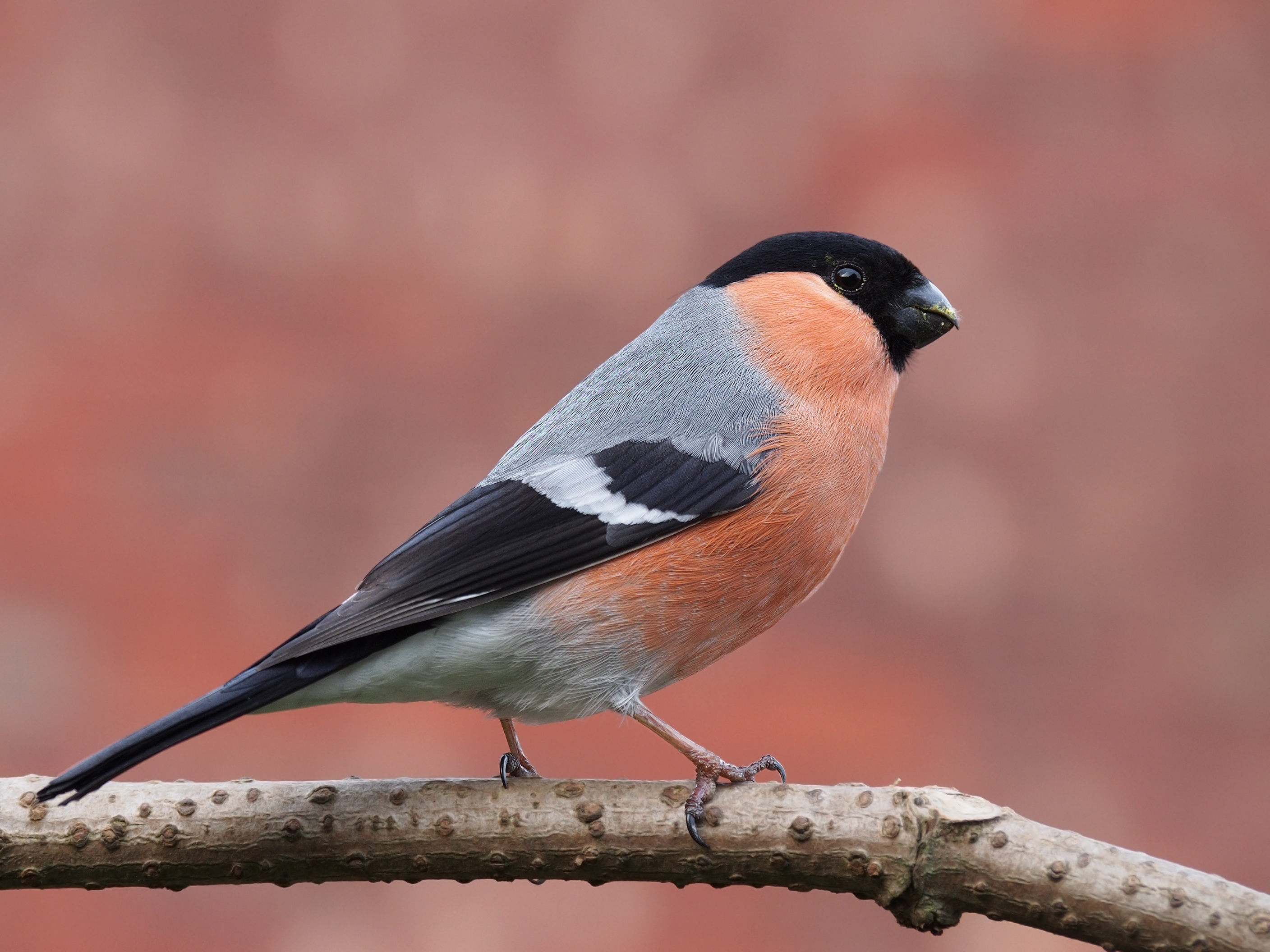
Pyrrhula pyrrhula.

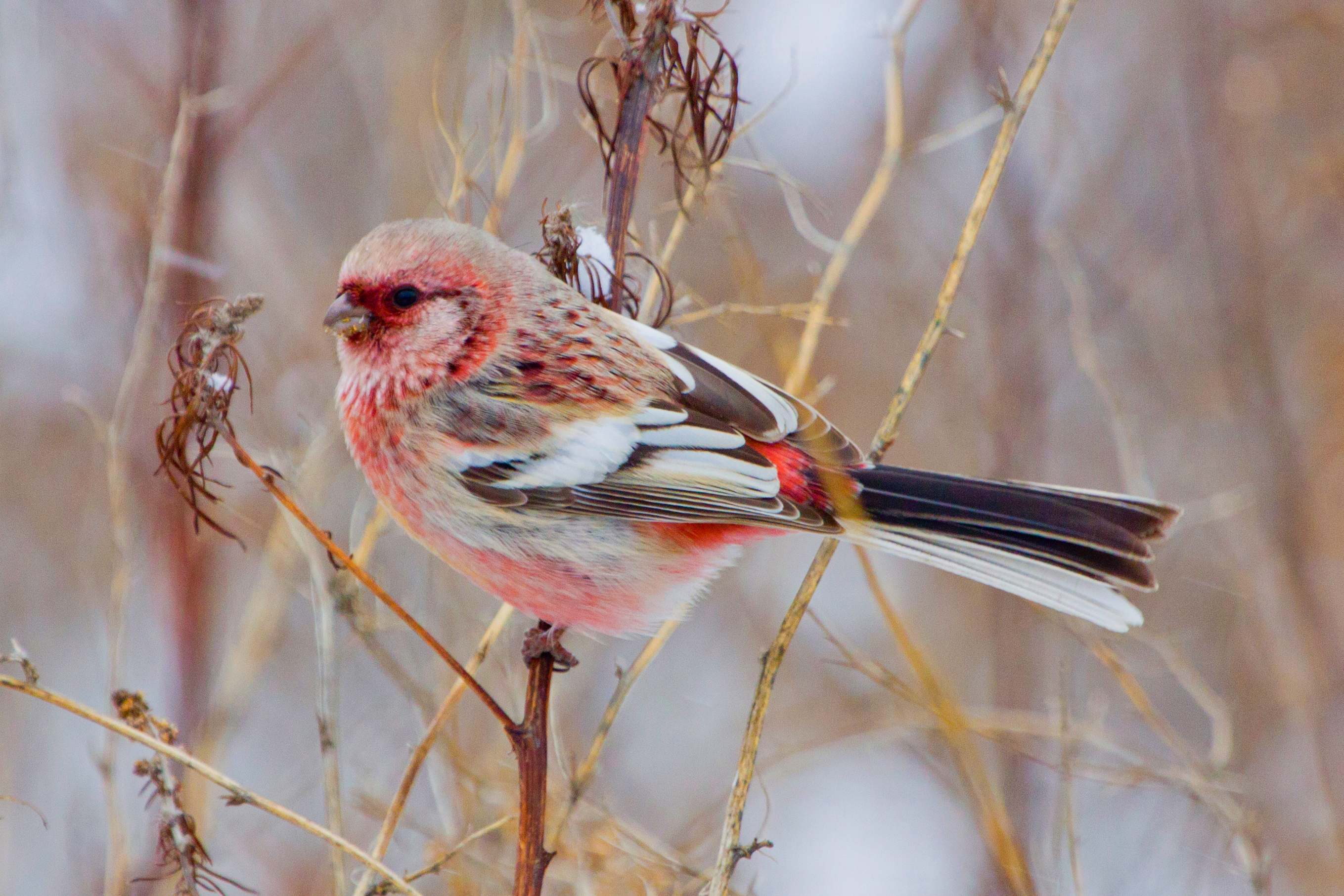
Carpodacus sibiricus.

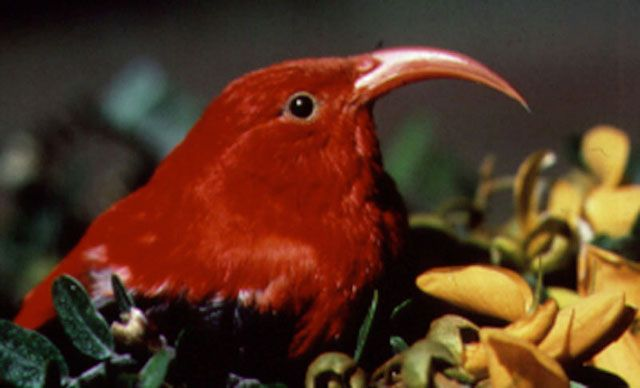
Drepanis coccinea.

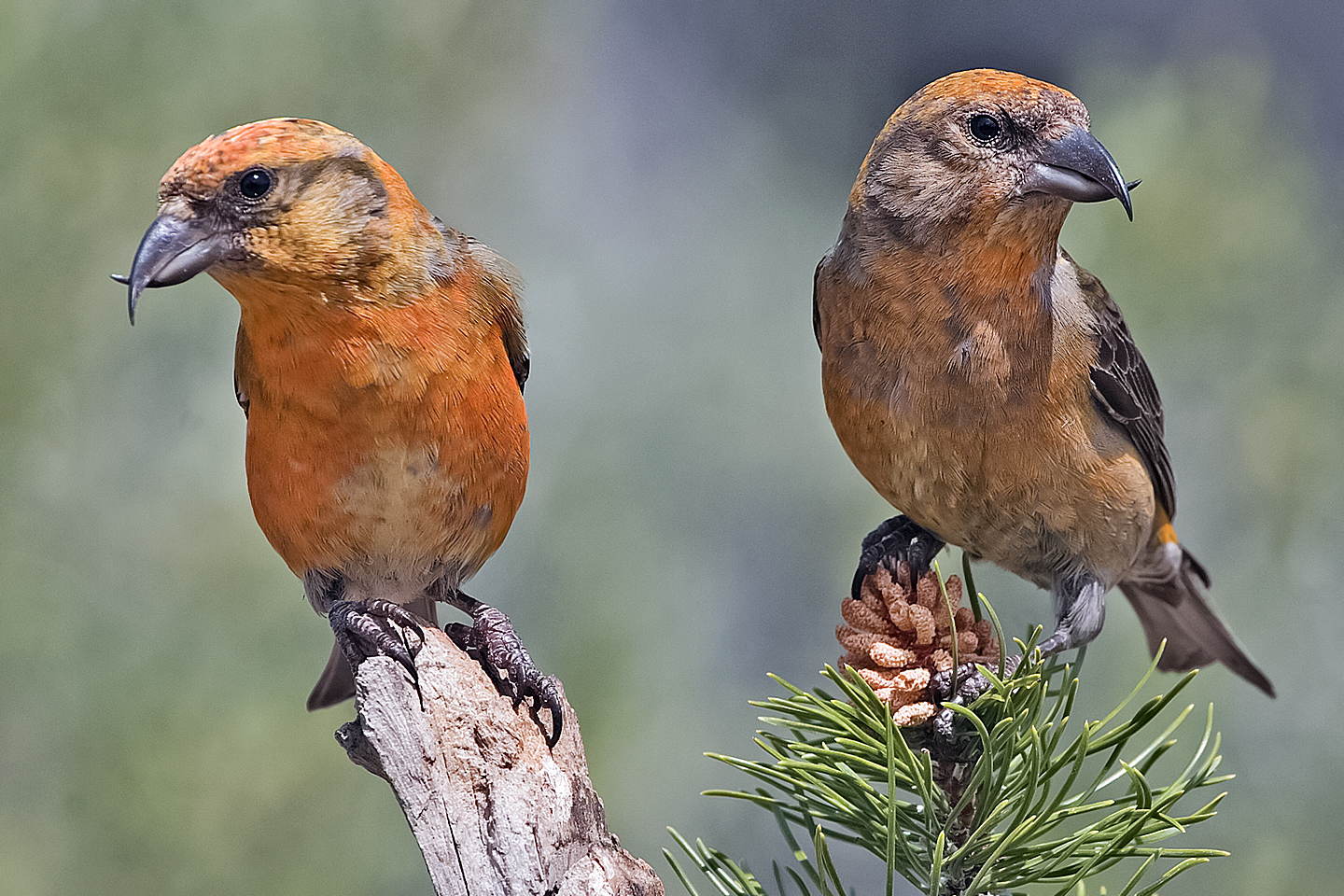
Loxia curvirostra.

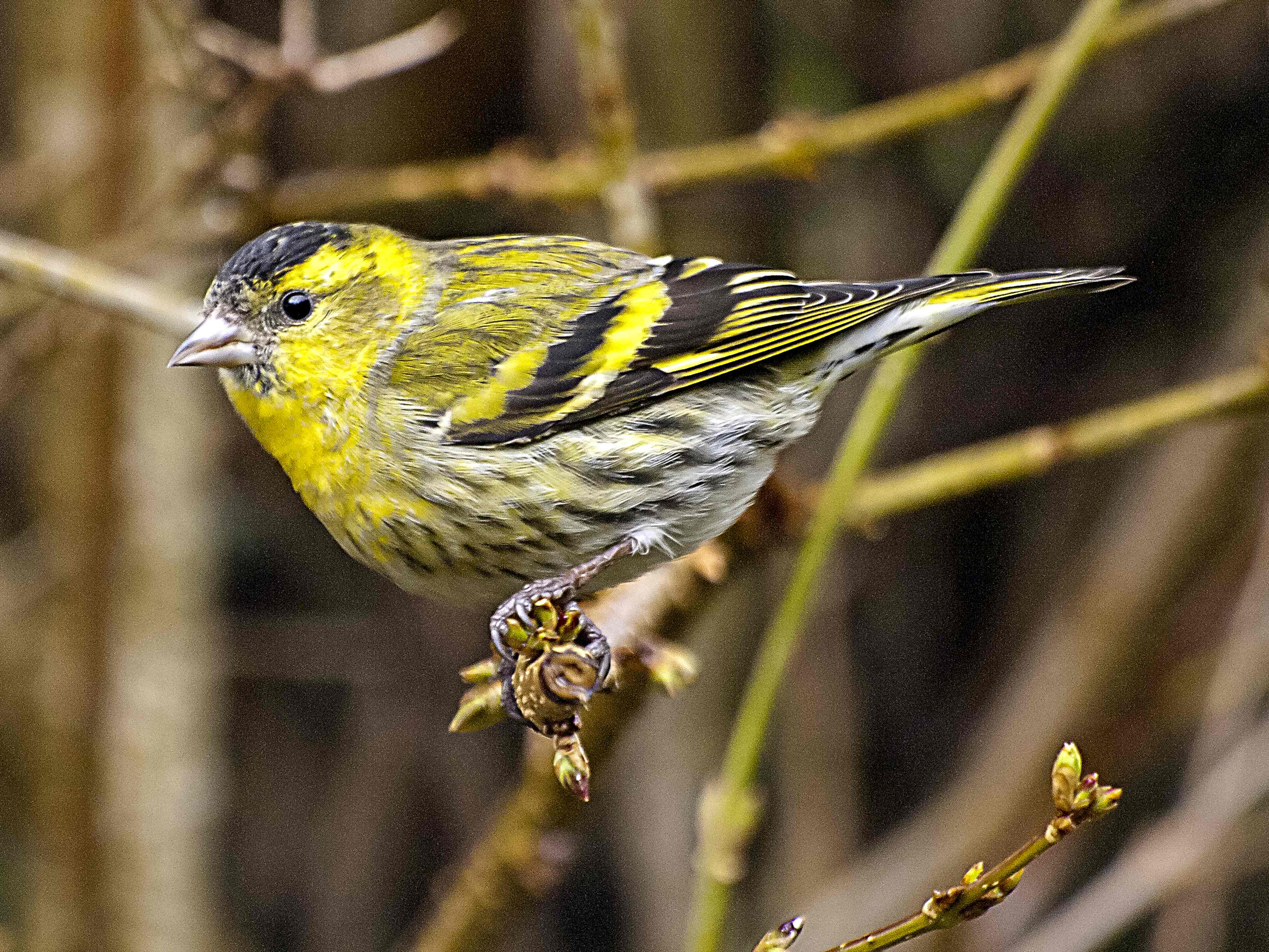
Spinus spinus.

La subfamilia Carduelinae contiene 192 especies distribuidas en 47 géneros, de las cuales 19 se extinguieron en periodo histórico:
- Mycerobas
- Hesperiphona
- Coccothraustes
- Eophona
- Pinicola
- Pyrrhula
- Rhodopechys
- Bucanetes
- Agraphospiza
- Callacanthis
- Pyrrhoplectes
- Procarduelis
- Leucosticte
- Carpodacus
- Melamprosops
- Paroreomyza
- Oreomystis
- Telespiza
- Loxioides
- Rhodacanthis
- Chloridops
- Psittirostra
- Dysmorodrepanis
- Drepanis
- Ciridops
- Palmeria
- Himatione
- Viridonia
- Akialoa
- Hemignathus
- Pseudonestor
- Magumma
- Loxops
- Chlorodrepanis
- Haemorhous
- Chloris
- Rhodospiza
- Rhynchostruthus
- Linurgus
- Crithagra
- Linaria
- Acanthis
- Loxia
- Chrysocorythus
- Carduelis
- Serinus
- Spinus